# Minnesota Golden Gophers
Il Minnesota Golden Gopher (comunemente abbreviato in Gopher) è la polisportiva che rappresenta l'Università del Minnesota. Gli Sport maschili includono baseball, football mentre quelli femminili includono il canottaggio, calcio, softball e pallavolo. Dal 2002 Joel Maturi è direttore atletico.